# Balmuccia
Balmuccia (piemontiul: Balmucia) település Olaszországban, Vercelli megyében. Lakosainak száma 104 fő (2023. január 1.). Balmuccia Cravagliana, Scopa, Boccioleto, Rossa és Vocca községekkel határos.

## Népesség
A település népességének változása:
| Lakosok száma | 114  | 112  | 104  |
|               | 2017 | 2018 | 2023 |